# Наземный мониторинг лесов

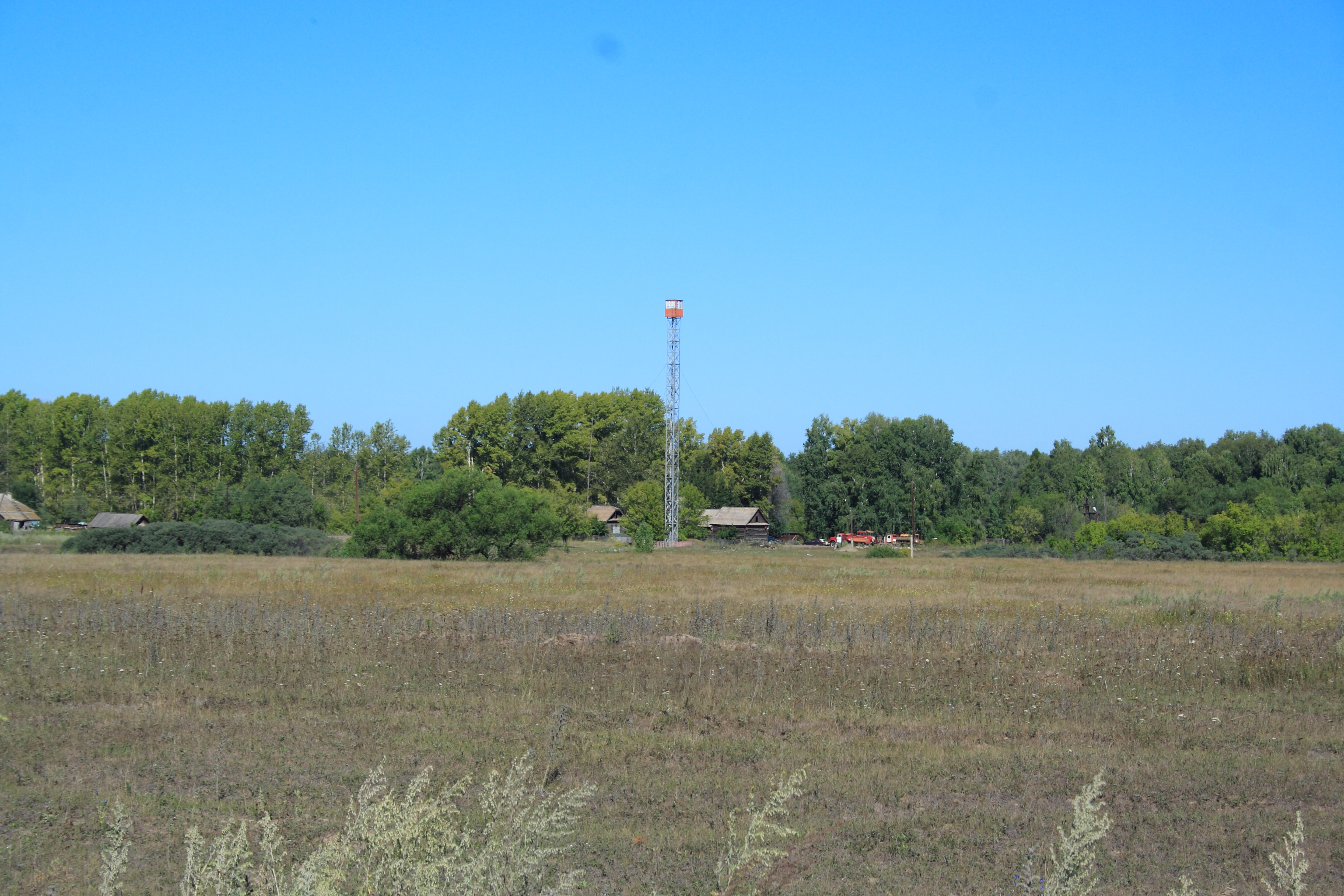
Пожарно-наблюдательная вышка — важнейший элемент системы наземного мониторинга лесов

Назе́мный монито́ринг лесо́в — это мониторинг за состоянием лесных территорий, осуществляемый посредством наземных средств наблюдения (специализированных высотных сооружений, видеокамер,  тепловизоров и т.п.).

## Традиционные средства наземного мониторинга леса
Еще в XX веке во многих странах с крупными лесными массивами действовала система наземного мониторинга, смысл которой состоял в создании специальных высотных сооружений, на которых мог располагаться человек и следить за состоянием лесных массивов. Такой способ позволял одному человеку осуществлять мониторинг лесной площади (около 30 км в радиусе вышки в зависимости от сопутствующих параметров, таких как высота сооружения, рельеф прилегающей местности и текущие метеоусловия), осуществлять обнаружение возгорания на ранней стадии и при определённых условиях вычислять его координаты посредством метода триангуляции.
Данный способ активно использовался как на территории России, так и за рубежом: в Канаде и странах Европы. Следует отметить, что при наличии вышеназванных положительных сторон, традиционный метод наземного мониторинга обладает и некоторыми минусами, одним из которых является высокая зависимость от человеческого фактора для непрерывного контроля за пожарной активностью во время всего пожароопасного сезона и ограничение территории наземного мониторинга существующим количеством пожарно-наблюдательных вышек (ПНВ).
На данный момент в России традиционный метод мониторинга леса испытывает практические сложности с реализацией из-за дефицита рабочих кадров в лесном хозяйстве. Кроме того, даже при отсутствии кадрового дефицита,  осуществление контроля деятельности большого количества людей на значительной территории дополнительно требует эффективной системы управления. Стоит также упомянуть о невозможности автоматизации процесса обнаружения пожара и эффективного обмена информацией между его участниками при подобном подходе к решению проблемы мониторинга леса.

## Видеонаблюдение
С  середины восьмидесятых годов прошлого века был предпринят ряд попыток использования видеонаблюдения в целях наземного мониторинга лесных массивов. Эксплуатируемые устройства являлись телеустановками, находящимися в составе PTZ-камеры и устанавливаемые на вышках, в комплекте с телевизионным устройством и пультом дистанционного управления, расположенных при этом в непосредственной близости от высотного сооружения. Рядом также располагался оператор, осуществлявший просмотр лесной территории в ручном режиме. Помимо собственно информации с видеокамер, оператор имел возможность получения направления на лесной пожар, обнаруженный при помощи PTZ-камер.
Использование видеонаблюдения для нужд мониторинга леса продемонстрировало высокие характеристики описанного метода как по дальности мониторинга (радиус обзора с одной точки составлял до тридцати километров), так и по временным параметрам (раннее обнаружение лесных пожаров).
Кроме того, так как высотное сооружение стало использоваться для установки видеооборудования, а не для присутствия человека на нём, новые технические требования к вышкам обусловили уменьшение стоимости их сооружения и относительную простоту в эксплуатации. За счёт этого оказалось возможным изменить другие параметры высотного сооружения, например, увеличить его высоту. Положительным образом использование видеонаблюдения сказалось и на рабочих условиях, в которых находился специалист: его помещение располагалось на земле и ему больше не требовалось подниматься на вышку для обзора территории. Также была уменьшена вероятность ложного обнаружения, поскольку функция трансфокатора видеокамеры позволяла осуществлять детальное рассмотрение удалённого объекта.
Однако в каждой точке мониторинга требовалось наличие как источника электропитания, так и специалиста. Тем не менее, даже при названных недостатках системы подобного рода продолжают существовать, в том числе в России, решая задачи мониторинга леса.

## IP-видеонаблюдение и видеоаналитика
Начало XXI века отмечено динамичным распространением сети Интернет , электроники, связи и цифровых систем . Прогресс в области электроники и цифровой техники повлёк за собой широкое использование цифровых управляемых камер, что оказало влияние на уменьшение их стоимости при сохранении прежних технических характеристик. Что касается вычислительной техники то её регулярное совершенствование и быстрое распространение  способствовало автоматизации определённого объёма работ, традиционно выполняемых человеком, которому была предоставлена возможность принятия только окончательного решения. Массовая потребность в мобильной связи и широкое распространение последней способствовало активному строительству сотовых вышек, подключенных к источнику электропитания и каналам связи как в крупных населённых пунктах, так и в сельской местности, в том числе на территории лесного фонда или землях, прилегающих  к нему.
Указанные факторы создали возможности для дальнейшего прогресса в области видеосистем мониторинга леса, заключающиеся в технической эксплуатации развитой инфраструктуры каналов связи и высотных сооружений операторов мобильной связи для размещения требуемого видеооборудования .
При подобном подходе практически целесообразным является объединение PTZ-IP-видеокамер в единую сеть посредством использования каналов операторов мобильной связи и Интернета. При этом контроль нескольких видеокамер возможен при участии только одного специалиста в центре контроля, а необходимость в создании традиционных пожарно-наблюдательных вышек отсутствует. Кроме того, новый тип системы видеонаблюдения обладает преимуществами, характерными для прежних систем наземного мониторинга леса в плане радиуса обзора, точности определения направления на пожар и точности определения местоположения очага возгорания.
В связи с использованием IP-видеонаблюдения особую роль в обнаружении лесных пожаров стала играть практика применения компьютерного зрения, то есть систем, в автоматическом режиме относящих некоторые объекты к категории потенциально опасных. Применительно к задачам наземного мониторинга леса использование видеоаналитики целесообразно в условиях, при которых количество видеокамер на одного оператора достаточно велико (более пяти-семи штук) и существует необходимость в облегчении работы оператора центра контроля за счёт автоматизации опознавания таких визуальных объектов, как дым и пламя. При таком подходе участие оператора на практике свелось к принятию окончательного решения относительно реальной опасности объектов, автоматически отнесённых системой к группе потенциально опасных.
Инновационный мониторинг леса, совмещающий в себе использование высотных сооружений операторов мобильной связи, а также элементы IP-видеонаблюдения и видеоаналитики на базе целевого программного обеспечения, уже сейчас используется на практике. Что касается России, то внедрение систем наземного мониторинга нового поколения относится к направлению информационно-телекоммуникационных систем, которое расценивается государством в качестве одного из приоритетных в сфере развития науки, технологий и техники (проект инновационного центра «Сколково» «Лесной Дозор»).